# Le voci
(C. Magris, Le voci, Quarta di copertina)
Le voci è un romanzo dello scrittore italiano Claudio Magris pubblicato nel 1995. 

## Trama
Si tratta della storia, narrata in prima persona, di un personaggio solitario, isolato, di un uomo che vive nel suo mondo fatto di voci di donne. Le donne in carne ed ossa sono “simulacri”, egli costruisce un universo ideale di donne ascoltando le loro voci registrate nelle segreterie telefoniche. 
Una sottile follia aleggia nel libro, la follia del protagonista che vive e si innamora delle sole voci, analizza il carattere e le emozioni di chi ha dettato quelle comunicazioni, e si sente tradito se il messaggio viene modificato.
Vive ogni voce di donna come un amore ricambiato e tenero, ogni qualvolta compone il numero telefonico fino a quando non sarà costretto ad affrontare “le repondeur”, la minaccia al suo mondo ed alla sua logica esistenziale.
Le voci son quanto di più sincero possa avere una persona, una voce esprime quello che si è.

## Edizioni
- Claudio Magris, Le voci, prima edizione ed., collana Nugae, Il melangolo, 1995, pp. 48. ISBN 88-7018-288-6